# Джарболова Сауле Інтимаківна
Сауле Інтимківна Джарболова (рос. Сауле Интымаковна Джарболова; нар. 28 жовтня 1968, Алмати, Казахська РСР) — російська футболістка, півзахисниця.

## Життєпис
Дружити зі спортом почала у середній школі № 90, виступаючи за збірну школи у декількох видах спорту. З радістю пристала на пропозицію фізрука приїхати на Центральний стадіон, у хокейній команді «Свято» — там була така команда з літнього хокею, а в сусідстві була футбольна команда «Грейс», за яку Сауле й почала виступати з 1989 року.
За ЦСК ВПС провела 15 сезонів. У чемпіонаті СРСР 1990 року відзначився 4-ма голами. У 1992-2003 роках провела 207 матчів в чемпіонатах Росії та відзначилася 19-ма голами. Рекордсменка за кількості проведених поєдинків у чемпіонаті країни (207). Перший матч чемпіонату росії футболістки ЦСК ВПС відбувся 2 травня 1992 року на центральному стадіоні міста Чебоксари з Волжанкою та виграв з рахунком 1:0. Перший матч ЦСК ВПС в чемпіонаті Росії на рахунку Сауле. У кубку Росії провела щонайменше 11 матчів та відзначилася 1 голом. У Кубку УЄФА тримав 4 матчі та забив 1 гол.
У 2005 році виступала за клуб «Алма-КТЖ».
Входила до списку 33 «найкращих футболісток Росії» за підсумками сезону 1994, 1995 та 2001 років.
Сауле Джарболова провела 3 матчі за збірну Росії в 1995 році: Румунія (рахунок матчу 2:1. Варна. 04.04.1995) та з чоловічою командою ветеранів «Кавказьких мінеральних вод» (рахунок матчу 3:4. П'ятигорськ, 1995. Сауле Джарболова грала проти наймолодшого з ветеранів, 40-річному Романа Сідорова, яка ледве діставала до його плеча).
Єдине, в кар'єрі гравця, вилучення відбулося 9 липня 2000 року в чемпіонаті Росії у Воронежі проти «Енергії-XXI століття».